# Cantagalo (Paraná)
Cantagalo is een gemeente in de Braziliaanse deelstaat Paraná. De gemeente telt 12.733 inwoners (schatting 2009).